# غاريقون لطيف
غاريقون لطيف (الاسم العلمي: Agaricus gentilis ) هو نوع الفطريات يتبع جنس الغاريقون من الفصيلة الغاريقونية.